# On Cue
On Cue is een computerspel dat in 1987 door MAD (Mastertronic's Added Dimension) werd uitgebracht voor de Commodore 64. Het spel is een snooker/pool spel dat met één speler tegen de computer of met twee spelers tegen elkaar gespeeld kan worden. Het computerspel is Engelstalig en wordt met bovenaanzicht getoond.

## Platforms
| Platform            | Jaar |
| ------------------- | ---- |
| Amstrad CPC         | 1987 |
| Atari 8-bit         | 1987 |
| Commodore 16 Plus/4 | 1987 |
| Commodore 64        | 1987 |
| ZX Spectrum         | 1987 |